# Davenport (Cheshire)
Davenport – osada w Anglii, w hrabstwie ceremonialnym Cheshire, w dystrykcie (unitary authority) Cheshire East, w civil parish Brereton. Leży 6 km od miasta Congleton. W 1931 roku civil parish liczyła 81 mieszkańców. Davenport jest wspomniana w Domesday Book (1086) jako Deneport.